# Claude Benjamin
Pour les articles homonymes, voir Benjamin.
Claude Benjamin est un haut fonctionnaire, un administrateur de sociétés et un homme politique québécois. Il est le maire de Saint-Bruno-de-Montarville entre 2005 et 2013.
Claude Benjamin fait ses études classiques au Collège Sainte-Croix. 

## Haut fonctionnaire et administrateur
Claude Benjamin a été président de la Régie du cinéma du Québec, adjoint au vice-recteur aux affaires académiques de l’Université de Montréal, conseiller spécial auprès de deux ministres de l’Éducation, président du Conseil supérieur de l’éducation du Québec (1980-1984) , sous-ministre au ministère de l’Enseignement supérieur et de la Science du Québec (1986-1988) , président du conseil d'administration du CHUM (Centre hospitalier de l'Université de Montréal) et administrateur de la société Univalor (2003-2004).

## Homme politique
Lors des élections municipales de 2005, Claude Benjamin est élu maire de la ville reconstituée de Saint-Bruno-de-Montarville et il défait Ginette Durocher, ex-présidente de la Coalition panquébécoise contre les fusions forcées de municipalités. Il devient ainsi le 34e maire de cette ville depuis sa création en 1866 et il dirige le parti de l'« Alliance municipale », fondé par Marcel Dulude, maire de 1979 à 2001. En novembre 2009, Claude Benjamin est réélu à la mairie de Saint-Bruno pour un deuxième mandat de quatre ans. Au cours d'une réunion du parti de l'Alliance municipale tenue le mardi 7 mai 2013, il annonce qu'il ne solliciterait pas un troisième mandat aux élections municipales de novembre 2013.

## Expulsions de citoyens du conseil municipal
Au début de 2013, des citoyens et une conseillère de l'opposition, Michèle Archambault, critiquent la façon dont le maire Benjamin préside certaines assemblées du conseil municipal, notamment lors de la période de questions citoyennes; on lui reproche alors son fréquent recours aux policiers pour expulser des citoyens lors de ces échanges; le maire estime qu'il s'agissait d'éléments perturbateurs, mais ses opposants croient que c'était plutôt une instrumentalisation de la police à des fins politiques,,.

## Poursuite en diffamation
En janvier 2013, le maire Claude Benjamin intente une poursuite en diffamation de 50 000 $ contre Marilou Alarie, porte-parole du « Regroupement des citoyens pour la sauvegarde du boisé des Hirondelles », à la suite des propos qu'elle aurait tenus lors d'une conférence de presse du 4 décembre 2012; Marilou Alarie aurait alors affirmé que « la circulation des enveloppes brunes à Saint-Bruno serait un secret de polichinelle dans le milieu immobilier ». Le maire estime que ce recours judiciaire ne constitue pas une poursuite-bâillon puisque le montant réclamé n'est pas considérable. En mai 2013, Martin Murray, président du Parti montarvillois, annonce que Marilou Alarie se joint à sa formation politique, adversaire de celle du maire Benjamin, l'Alliance municipale de Saint-Bruno-de-Montarville, en vue des élections municipales de novembre 2013. En décembre 2013, Benjamin abandonne sa poursuite contre Alarie et, le 11 mars 2014, il est condamné à rembourser à la défenderesse ses frais de cour d'environ 2000$.